# Pescatoria whitei
Pescatoria whitei là một loài thực vật có hoa trong họ Lan. Loài này được (Rolfe) Dressler mô tả khoa học đầu tiên năm 2005.